# Wedmorefreden
Wedmorefreden (også Chippenhamtraktaten og freden ved Wedmore) var en fredsaftale, der blev indgået i 800-tallet imellem kong Alfred den Store af Wessex og vikingekongen Gudrum. Den eneste samtidige kilde til traktaten er fra den walisiske munk Asser, i hans biografi om Alfred kaldet Vita Ælfredi regis Angul Saxonum, eller Kong Alfreds Liv, hvor Asser beskriver, hvordan Gudrum blev besejret under slaget ved Edington (878), og at han overgav sig nogle dage siden og indvilligede i fredsaftalen med Alfred.
Aftalen var betinget af, at Gudrum lod sig døbe, men betød også at han kunne herske over sine kirstne undersåtter, men samtidig kunne være hedensk overfor sin hedenske undersåtter. Derudover skulle Gudrum og hans hær forlade Wessex.
Tidspunktet for Wedmoretraktaten er ikke præcist fastsat. Den kan senest være indgået i år 890, hvor Gudrum dør, men det tidligste tidspunkt er til diskussion. Giles Morgan foreslår eksempelvis 879, mens David Horspool foreslår 886. Fredsaftalen mellem Alfred og Gudrum skulle være foregået i London, som på dette tidspunkt var kontrolleret af vikinger, og nogle historikere mener derfor, at den ikke være blevet færdiggjort før Alfred havde generobret byen i 886. Ifølge den Angelsaksiske Krønike står der for 885 at "hæren fra East Anglia brød sin fred med Alfred", hvilket kan indikere, at traktaten er blevet undskrevet tidligere. 
Traktaten ses som en forgænger for etableringen af Danelagen.
Wedmoretraktaten er ofte blevet forvekslet med freden mellem Alfred og Guthrum i 890. Det er muligt, at Wedmoretraktaten i første omgang var mundtlig, og at den formelle fredsaftale mellem Alfred og Gudrum ikke blev nedskrevet nogle år senere.